# Wykoff (Minnesota)
Wykoff est une ville américaine située dans le Comté de Fillmore, dans le Minnesota. Selon le recensement de 2010, sa population est de 444 habitants.